# Mullett Arena
Die Mullett Arena ist eine Mehrzweckhalle auf dem Campus der Arizona State University in der US-amerikanischen Stadt Tempe im Bundesstaat Arizona. Es ist die Spielstätte der NCAA-College-Männer-Eishockeymannschaft sowie den Turnerinnen und Ringerinnen der Arizona State Sun Devils. Die Bezeichnung ASU Multi-Purpose Arena war ein Arbeitstitel. Das Eishockey-Franchise der Arizona Coyotes aus der National Hockey League (NHL) nutzte die Halle vorübergehend von 2022 bis 2024 als Heimspielstätte.

## Geschichte

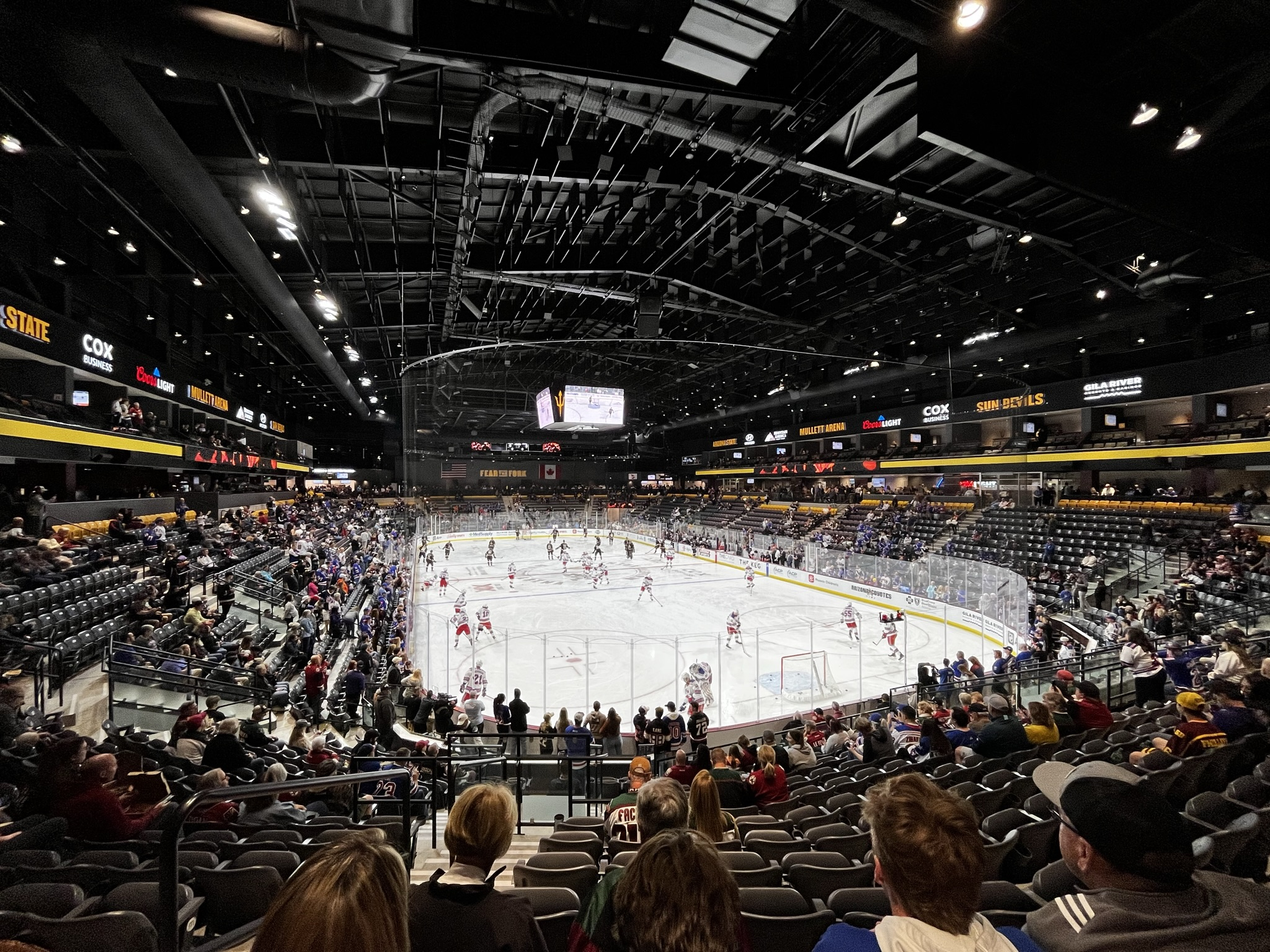
Die Arena am 30. Oktober 2022 vor einem Spiel der Arizona Coyotes gegen die New York Rangers

Die Eishockey-Männermannschaft der Arizona State Sun Devils trug ihre Heimspiele seit 1979 in der 1974 eröffneten Oceanside Ice Arena aus. Im November 2020 genehmigte der Finanzausschuss des Arizona Board of Regents die Finanzierungspläne für eine neue Mehrzweckhalle der Arizona State University. Neben dem Eishockey sollen auch die Turnerinnen und Ringerinnen der Uni die Anlage nutzen. Daneben sollen auch städtische Eishockeyveranstaltungen stattfinden. Sie bietet 5000 Plätze inklusive 20 Logen, zwei Gruppensuiten, eine große Club-Lounge und Premium-Clubsitze.
Im Dezember 2020 gaben die Arizona State University und die Sun Devil Athletics bekannt, dass man alle erforderlichen Genehmigungen für den Bau der neuen Halle erhalten habe. Die Veranstaltungsarena wird im Besitz der Universität sein. Die Oak View Group wird sie verwalten und betreiben. Das Architekturbüro SCI Architects erhielt den Auftrag zum Entwurf. Das Bauunternehmen Mortenson Construction wurde für die Umsetzung der Pläne ausgewählt. Nach dem Baubeginn im Januar 2021 konnte im September des Jahres auf der Baustelle Richtfest gefeiert werden. Neben der großen Halle entsteht auf der Westseite eine kleinere Eissporthalle für öffentliches Eislaufen, Eiskunstlauf oder Eishockey. Im März 2022 erhielt dieser Bau durch einen mehrjährigen Sponsoringvertrag den Namen Mountain America Community Iceplex at ASU, nach dem Finanzdienstleister Mountain America Credit Union.
Da das Eishockey-Franchise der Arizona Coyotes aus der National Hockey League (NHL) eine neue Spielstätte in Tempe bauen will, entschieden die Stadt Glendale und die Betreiber der Desert Diamond Arena, das Mietverhältnis mit den Coyotes nicht über die Saison 2021/22 hinaus zu verlängern. Als Ersatzspielstätte bis zur Fertigstellung der neuen Coyotes-Arena diente der Neubau der ASU als vorübergehende Heimspielstätte. Der Vertrag galt ab der Saison 2022/23 und lief bis 2025 mit einer Option für die Saison 2025/26.
Am 23. August 2022 gab die Arizona State University den zukünftigen Namen der Mehrzweckhalle bekannt. Sie wird den Namen der Familie Mullett tragen. Damit würdigt die Universität das Engagement von Donald „Donze“ und Barbara Mullett für die ASU und Sun Devil Athletics.
Die erste Eishockeypartie bestritten am 14. Oktober 2022 die Arizona State Sun Devils gegen die Colgate Raiders (2:0). Am 28. Oktober fand das erste NHL-Spiel der Arizona Coyotes in der Halle gegen die Winnipeg Jets (2:3) vor rund 4600 Besuchern statt. Das erste Tor der Coyotes erzielte Christian Fischer.
Nach Ablauf der Saison 2023/24 wurde die Einstellung des Spielbetriebs der Arizona Coyotes bekanntgegeben. Die Spieler- und Draftrechte wurden vom Utah Hockey Club in Salt Lake City, Utah, übernommen.
Seit der Saison 2024/25 ist das neugegründete Basketballteam der Valley Suns aus der NBA G-League in der Halle beheimatet.